# Styx (band)
Styx is een Amerikaanse band.

## Geschiedenis
Styx debuteerde in 1972 met het album Styx. Pas na de komst van de zanger-gitarist Tommy Shaw in 1975 werd de band bekend bij het grote publiek en volgde een serie albums, zoals Crystal Ball, The Grand Illusion en Pieces of Eight.
In 1979 brak Styx door met het album Cornerstone, dat de ballad Babe bevatte. In die tijd werd de zang verzorgd door Dennis DeYoung, Tommy Shaw en gitarist James Young. Na Paradise Theatre, dat in 1981 uitkwam, ging het allemaal wat minder met de band. Dennis DeYoung en Tommy Shaw hadden soloambities en staken minder tijd in Styx. De groepsplaten die daarna uitkwamen, klonken minder geïnspireerd en de verkoopsuccessen verdwenen.
In 1990 maakte Styx een comeback met Edge Of The Century, wat de band een Amerikaanse nummer één-hit opleverde met het lied Show Me the Way. Shaw ontbrak vanwege het succes met zijn eigen band Damn Yankees, en een paar jaar later overleed drummer John Panozzo aan de gevolgen van overmatig alcoholgebruik. Zijn bas spelende broer Chuck Panozzo kreeg ook nog eens te horen dat hij hiv-positief was en de band viel wederom uiteen, om in 1996 terug te komen met Return To Paradise.
Achter de schermen liep het echter allemaal wat minder doordat Dennis DeYoung steeds meer een solitaire houding aannam. De gevolgen waren navenant. Er werd gezamenlijk nog wel het album Brave New World opgenomen, maar daarna vertrok DeYoung om zich op zijn succesvolle musicalcarrière te storten. Styx ging verder met Glen Burtnik en Lawrence Gowan. In 2003 werd het album Cyclorama uitgebracht, waarop een gastrol was weggelegd voor Brian Wilson. In 2009 ging Styx op tournee met REO Speedwagon, en samen brachten ze de cd-single Can't Stop Rockin' uit. Daarna volgden meer dubbelconcerten. In 2017 ter promotie van het album The Mission, waarbij ook Eagles-gitarist Joe Walsh meespeelde.

## Discografie

### Studioalbums
| Jaar | Titel                 | Label             | Soort drager                   | Bijzonderheden               |
| ---- | --------------------- | ----------------- | ------------------------------ | ---------------------------- |
| 1972 | Styx                  | Wooden Nickel     | lp/compact cassette/cd/        |                              |
| 1973 | Styx II               | Wooden Nickel     | lp/8 track/compact cassette/cd |                              |
| 1974 | The Serpent Is Rising | Wooden Nickel     | lp/compact cassette/cd         |                              |
| 1974 | Man of Miracles       | Wooden Nickel     | lp/8 track/compact cassette/cd |                              |
| 1975 | Equinox               | A&M Records       | lp/8 track/compact cassette/cd | CD Remaster BGO Records 2006 |
| 1976 | Crystal Ball          | A&M Records       | lp/8 track/compact cassette/cd | CD Remaster BGO Records 2006 |
| 1977 | The Grand Illusion    | A&M Records       | lp/8 track/compact cassette/cd |                              |
| 1978 | Pieces of Eight       | A&M Records       | lp/8 track/compact cassette/cd |                              |
| 1979 | Cornerstone           | Epic Records      | lp/8 track/compact cassette/cd |                              |
| 1981 | Paradise Theater      | A&M Records       | lp/8 track/compact cassette/cd |                              |
| 1983 | Kilroy Was Here       | A&M Records       | lp/8 track/compact cassette/cd |                              |
| 1990 | Edge of the Century   | A&M Records       | lp/compact cassette/cd         |                              |
| 1999 | Brave New World       | CMC International | compact cassette/cd            |                              |
| 2005 | Big Bang Theory       | Frontiers Records | cd                             |                              |
| 2003 | Cyclorama             | Sanctuary Records | cd                             |                              |
| 2017 | The Mission           |                   | cd                             |                              |
| 2021 | Crash of the crown    |                   | cd/lp                          |                              |

### Livealbums
| Jaar    | Titel                                                          | Label             | Soort drager                           | Bijzonderheden                   |
| ------- | -------------------------------------------------------------- | ----------------- | -------------------------------------- | -------------------------------- |
| 1984    | Caught in the Act                                              | A&M Records       | dubbelelpee/compact cassette/dubbel-cd |                                  |
| 1997    | Return to Paradise                                             | CMC International | dubbel-cd                              |                                  |
| 2000    | Arch allies, live at Riverport                                 | Sanctuary Records | dubbel-cd                              | cd 1 Styx, cd 2 REO Speedwagon   |
| 2001    | Styx World: Live 2001                                          | CMC International | cd                                     |                                  |
| 2002    | At the River's Edge: Live in St. Louis                         | Santuary Records  | cd                                     |                                  |
| 2003    | 21st Century Live                                              | Santuary Records  | cd/dvd                                 |                                  |
| 2006    | One with Everything: Styx and the Contemporary Youth Orchestra | Frontiers Records | cd                                     |                                  |
| 2012/13 | The Grand Illusion and Pieces of Eight Live                    | Eagles Records    | dvd/2cd                                | dvd kwam jaar eerder uit dan 2cd |

### Compilatiealbums
| Jaar | Titel                                 | Label          | Soort drager                   |
| ---- | ------------------------------------- | -------------- | ------------------------------ |
| 1977 | Best of Styx                          | Wooden Nickel  | lp/8 track/compact cassette/cd |
| 1980 | Lady                                  | Wooden Nickel  | lp/compact cassette/cd         |
| 1987 | Styx Classics Volume 15               | A&M Records    | cd                             |
| 1995 | Greatest Hits                         | A&M Records    | compact cassette/cd            |
| 1996 | Styx Greatest Hits Part 2             | A&M Records    | compact cassette/cd            |
| 1997 | The Best of Times: The Best of Styx   | A&M Records    | compact cassette/cd            |
| 1999 | Best of Styx 1973-1974                | BMG            | cd                             |
| 2000 | Extended Versions                     | A&M Records    | compact cassette/cd            |
| 2000 | Singles Collection                    | Universal      | dubbel-cd                      |
| 2001 | Styx Yesterday & Today                | BMG            | compact cassette/cd            |
| 2002 | 20th Century Masters                  | A&M Records    | cd                             |
| 2003 | Rockers                               | A&M Records    | cd                             |
| 2004 | Come Sail Away - The Styx Anthology   | A&M Records    | dubbel-cd                      |
| 2005 | The Complete Wooden Nickel Recordings | Hip-o Records  | dubbel-cd                      |
| 2010 | Icon                                  | A&M Records    | cd                             |
| 2010 | Icon 2                                | A&M Records    | dubbel-cd                      |
| 2011 | Babe: the collection                  | Spectrum Audio | cd                             |

### Singles
| Jaar | Titel                                   | Hitlijstpositie | Hitlijstpositie | Hitlijstpositie | Hitlijstpositie  | Album               |
| Jaar | Titel                                   | US Pop          | US Rock         | US A.C.         | UK Singles Chart | Album               |
| ---- | --------------------------------------- | --------------- | --------------- | --------------- | ---------------- | ------------------- |
| 1972 | Best Thing                              | Nr. 82          | -               | -               | -                | Styx                |
| 1975 | Lady                                    | Nr. 6           | -               | -               | -                | Styx II             |
| 1975 | You Need Love                           | Nr. 88          | -               | -               | -                | Styx II             |
| 1976 | Lorelei                                 | Nr. 27          | -               | -               | -                | Equinox             |
| 1976 | Mademoiselle                            | Nr. 36          | -               | -               | -                | Crystal Ball        |
| 1977 | Crystal Ball                            | Nr. 109         | -               | -               | -                | Crystal Ball        |
| 1977 | Come Sail Away                          | Nr. 8           | -               | -               | -                | The Grand Illusion  |
| 1978 | Fooling Yourself (The Angry Young Man)  | Nr. 29          | -               | -               | -                | The Grand Illusion  |
| 1978 | Blue Collar Man (Long Nights)           | Nr. 21          | -               | -               | -                | Pieces of Eight     |
| 1979 | Sing for the Day                        | Nr. 41          | -               | -               | -                | Pieces of Eight     |
| 1979 | Renegade                                | Nr. 16          | -               | -               | -                | Pieces of Eight     |
| 1979 | Babe                                    | Nr. 1           | -               | Nr. 9           | Nr. 6            | Cornerstone         |
| 1980 | Why Me                                  | Nr. 26          | -               | -               | -                | Cornerstone         |
| 1980 | Lights                                  | -               | -               | -               | -                | Cornerstone         |
| 1980 | Borrowed Time                           | Nr. 64          | -               | -               | -                | Cornerstone         |
| 1980 | First Time                              | -               | -               | -               | -                | Cornerstone         |
| 1980 | Boat on the River                       | -               | -               | -               | -                | Cornerstone         |
| 1981 | The Best of Times                       | Nr. 3           | Nr. 16          | Nr. 26          | Nr. 42           | Paradise Theatre    |
| 1981 | Too Much Time on My Hands               | Nr. 9           | Nr. 2           | -               | -                | Paradise Theatre    |
| 1981 | Nothing Ever goes As Planned            | Nr. 54          | -               | -               | -                | Paradise Theatre    |
| 1981 | Rockin' the Paradise                    | -               | Nr. 8           | -               | -                | Paradise Theatre    |
| 1981 | Snowblind                               | -               | Nr. 22          | -               | -                | Paradise Theatre    |
| 1983 | Mr. Roboto                              | Nr. 3           | Nr. 3           | -               | Nr. 90           | Kilroy Was Here     |
| 1983 | Don't Let It End                        | Nr. 6           | -               | Nr. 13          | Nr. 56           | Kilroy Was Here     |
| 1983 | High Time                               | Nr. 48          | -               | -               | -                | Kilroy Was Here     |
| 1984 | Music Time                              | Nr. 40          | -               | -               | -                | Caught In the Act   |
| 1990 | Love Is the Ritual                      | Nr. 80          | Nr. 9           | -               | -                | Edge of the Century |
| 1991 | Show Me the Way                         | Nr. 3           | -               | Nr. 3           | -                | Edge of the Century |
| 1991 | Love at First Sight                     | Nr. 25          | -               | Nr. 13          | -                | Edge of the Century |
| 1997 | Paradise                                | -               | -               | Nr.27           | -                | Return to Paradise  |
| 1999 | Everything Is Cool                      | -               | -               | -               | -                | Brave New World     |
| 2003 | Waiting for Our Time                    | -               | Nr. 37          | -               | -                | Cyclorama           |
| 2003 | I Am the Walrus                         | -               | -               | -               | -                | Big Bang Theory     |
| 2009 | Can't Stop Rockin' (met REO Speedwagon) | -               | -               | Nr. 23          | -                |                     |

### Soundtracks
| Jaar | Titel          | Soundtrack       | Label               | Soort drager |
| ---- | -------------- | ---------------- | ------------------- | ------------ |
| 1999 | Babe           | Big Daddy        | American Recordings | cd           |
| 2004 | Come Sail Away | Freaks and Geeks | Shout! Factory      | cd           |

### Video/ld/dvd
| Jaar | Titel                              | Label             | Soort drager    | Bijzonderheden                 |
| ---- | ---------------------------------- | ----------------- | --------------- | ------------------------------ |
| 1983 | Caught in the Act                  | A&M Records       | Video/Laserdisc | Laserdisc uitgebracht in de US |
| 1996 | Return to Paradise                 | CMC International | Video/dvd       | Live                           |
| 2000 | Arch allies, live at Riverport     | Sanctuary Records | Video/dvd       | Met REO Speedwagon             |
| 2004 | Cyclorama                          | Silverline        | dvd-audio       |                                |
| 2004 | 20th Century Masters               | A&M Records       | dvd             | promotievideo's                |
| 2006 | One with Everything                | Eagle             | dvd/Blu-ray     |                                |
| 2007 | Caught in the Act                  | A&M Records       | dvd             | live- en promotievideo's       |
| 2010 | The Grand Illusion/Pieces of Eight | Eagle             | dvd/Blu-ray     | live                           |

## Nederlandse/Vlaamse hitnoteringen
| Single met eventuele hitnotering(en) in de Nederlandse Top 40 | Datum van verschijnen | Datum van binnenkomst | Hoogste positie | Aantal weken | Opmerkingen |
| ------------------------------------------------------------- | --------------------- | --------------------- | --------------- | ------------ | ----------- |
| Fooling Yourself                                              | 1978                  | 20-5-1978             | tip10           | 4            |             |
| Sing for the Day                                              | 1978                  | 28-10-1978            | 16              | 7            |             |
| Blue Collar Man                                               | 1978                  | 6-1-1979              | tip8            | 4            |             |
| Babe                                                          | 1979                  | 19-1-1980             | 9               | 8            |             |
| Boat on the River                                             | 1980                  | 5-4-1980              | 34              | 3            |             |
| The Best of Times                                             | 1981                  | 24-1-1981             | tip11           | 3            |             |

| Album met eventuele hitnotering(en) in de Nederlandse Album Top 100 | Datum van verschijnen | Datum van binnenkomst | Hoogste positie | Aantal weken | Opmerkingen |
| ------------------------------------------------------------------- | --------------------- | --------------------- | --------------- | ------------ | ----------- |
| Pieces of Eight                                                     | 1978                  | 30-9-1978             | 20              | 14           |             |
| Cornerstone                                                         | 1979                  | 26-1-1980             | 17              | 16           |             |
| Paradise Theatre                                                    | 1981                  | 31-1-1981             | 23              | 7            |             |
| Kilroy Was Here                                                     | 1983                  | 19-3-1983             | 36              | 5            |             |

| Single met hitnotering(en) in de Vlaamse Ultratop 50 | Datum van verschijnen | Datum van binnenkomst | Hoogste positie | Aantal weken | Opmerkingen |
| ---------------------------------------------------- | --------------------- | --------------------- | --------------- | ------------ | ----------- |
| Babe                                                 | 1979                  | 9-2-1980              | 17              | 4            |             |

## Covers door andere artiesten
| Jaar | Titel          | Artiest                       | Album                    |
| ---- | -------------- | ----------------------------- | ------------------------ |
| 1984 | Come Sail Away | Bermuda Triangle Band         | Bermuda's II             |
| 1997 | Babe           | Caught in the Act             | Vibe                     |
| 2004 | Come Sail Away | Me First and the Gimme Gimmes | Ruin Jonny's Bar Mitzvah |
| 2008 | Babe           | Alexander O'Neal              | Alex Loves               |

## NPO Radio 2 Top 2000
| Nummers met noteringen in de NPO Radio 2 Top 2000 | '00 | '01 | '02 | '03  | '04  | '05  | '06  | '07  | '08  | '09  | '10  | '11  | '12  | '13  | '14  |
| ------------------------------------------------- | --- | --- | --- | ---- | ---- | ---- | ---- | ---- | ---- | ---- | ---- | ---- | ---- | ---- | ---- |
| Babe                                              | 691 | 659 | 698 | 609  | 866  | 968  | 983  | 1140 | 900  | 1454 | 1396 | 1457 | 1211 | 1714 | 1776 |
| Boat on the River                                 | -   | -   | -   | 1672 | 1717 | 1884 | 1852 | -    | 1977 | -    | -    | -    | -    | -    | -    |

1. ↑  Een '-' betekent dat het nummer niet was genoteerd en een vetgedrukt getal geeft de hoogste notering van een nummer aan.
2. ↑  2000 was het eerste jaar met een notering voor Styx.
3. ↑  Deze tabel is bijgewerkt tot en met de laatst bekende editie (2024).